# Красный Октябрь (городской округ Навашинский)
Красный Октябрь — деревня в городском округе Навашинский Нижегородской области.

## География
Деревня расположена в 7 км на север от города Навашино.

## История
Деревня была основана в период 1920-1930-х годах.

## Население
Постоянное население составляло 17 человек (русские 100%) в 2002 году, 10 в 2010.